# Bay de Verde (gemeente)
Bay de Verde is een gemeente (town) in de Canadese provincie Newfoundland en Labrador. De gemeente ligt in het zuidoosten van het eiland Newfoundland. 

## Geschiedenis
Bay de Verde was reeds in de 17e eeuw een van de belangrijke vissershavens aan de zogenaamde Engelse kust van Newfoundland.

## Geografie
De gemeente ligt aan Conception Bay aan het noordelijke uiteinde van het schiereiland Bay de Verde.

## Demografie
Demografisch gezien is Bay de Verde, net zoals de meeste kleine dorpen op Newfoundland, aan het krimpen. Tussen 1991 en 2016 daalde de bevolkingsomvang van 679 naar 392. Dat komt neer op een daling van 42,3% in 25 jaar tijd.
| Jaar | Aantal inwoners | Verschil |
| ---- | --------------- | -------- |
| 1991 | 679             | –        |
| 1996 | 594             | -12,5%   |
| 2001 | 534             | -10,1%   |
| 2006 | 470             | -12,0%   |
| 2011 | 398             | -15,3%   |
| 2016 | 392             | -1,5%    |
| 2021 | 347             | -11,5%   |

## Galerij

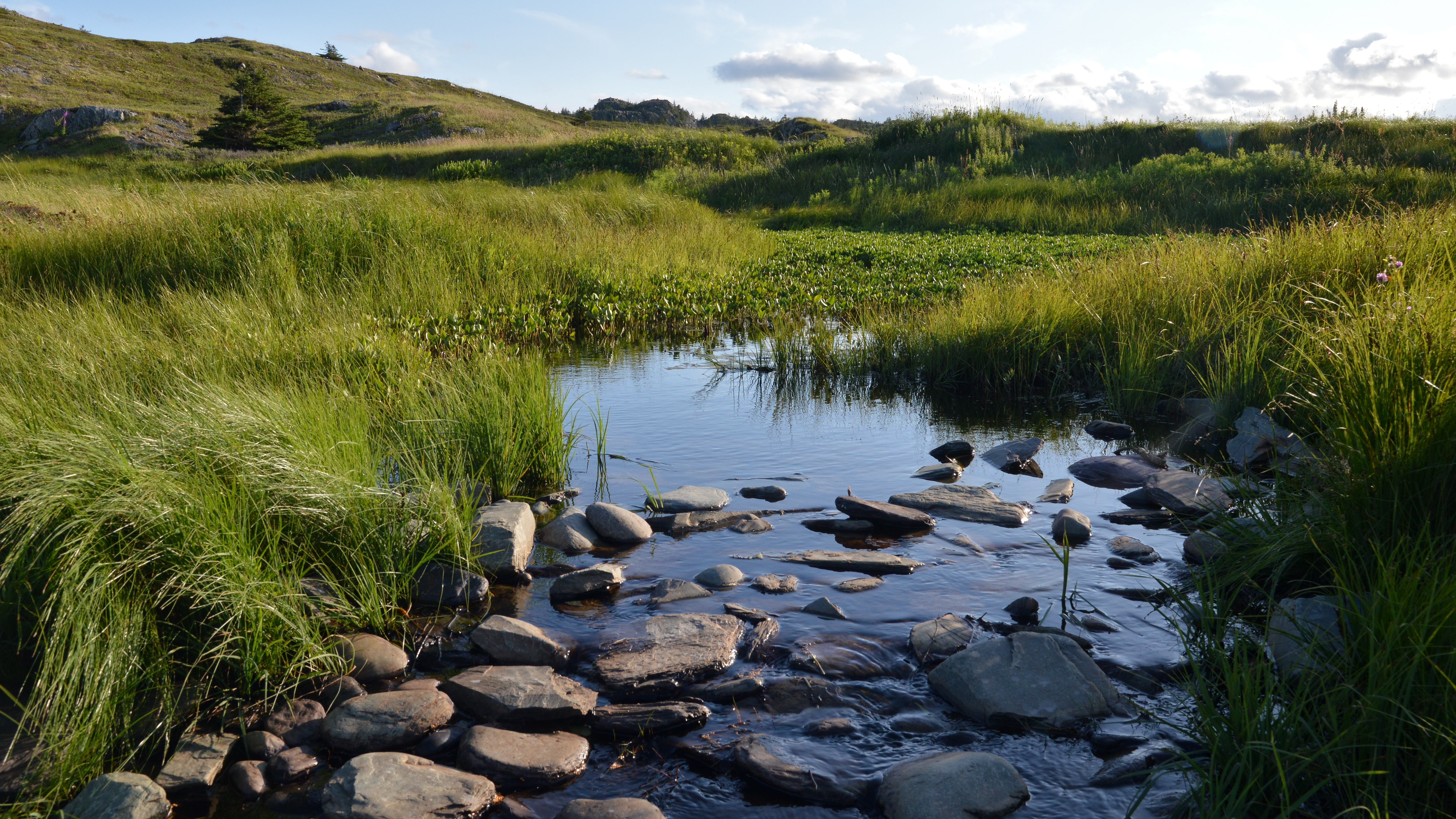
Beekje aan de rand van de gemeente

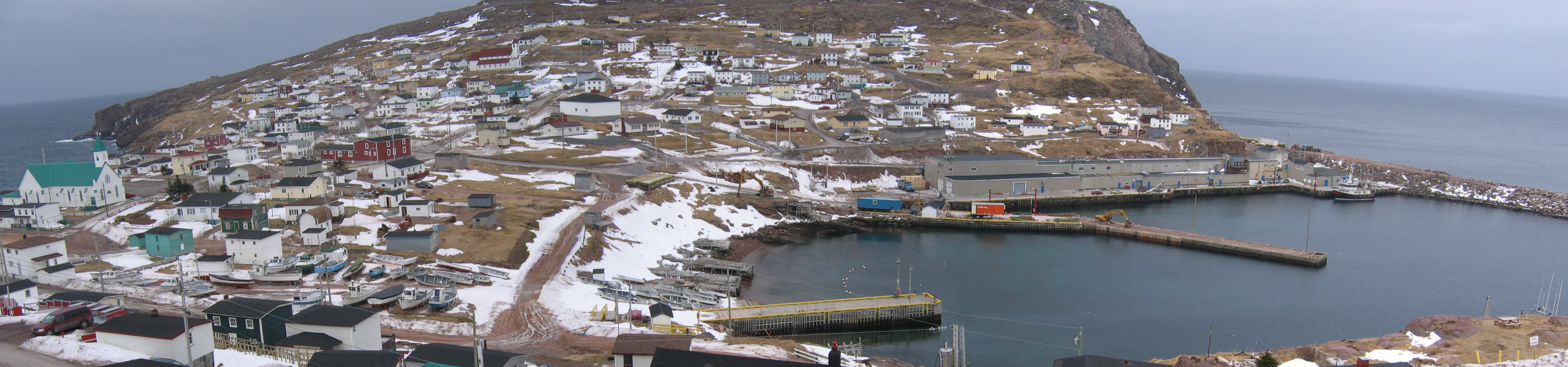
Zicht op de haven van Bay de Verde (maart 2007)